# Gliclazida
La gliclazida, venuda amb la marca Diamicron entre altres, és un tipus de sulfonilurea de medicaments antidiabètics, utilitzat per tractar la diabetis tipus 2. S'utilitza quan els canvis en la dieta, l'exercici i la pèrdua de pes no són suficients. Es pren per via oral. Es pot combinar amb la semaglutida, o amb la metformina.
Els efectes secundaris poden incloure un nivell baix de sucre en la sang, vòmits, dolor abdominal, erupció cutània i problemes hepàtics. No es recomana l'ús per a persones amb problemes renals o hepàtics importants o que estiguin embarassades. La gliclazida forma part de la família de medicaments de les sulfonilurees. Funciona principalment augmentant l'alliberament d'insulina.
La gliclazida va ser patentada el 1966 i aprovada per a ús mèdic el 1972. Està a la llista de medicaments essencials de l'Organització Mundial de la Salut. No està disponible per a la venda als Estats Units.

## Usos mèdics
La gliclazida s'utilitza per controlar la hiperglucèmia en la diabetis mellitus que respon a la gliclazida de la diabetis tipus 2 estable, lleu i no propensa a la cetosi. S'utilitza quan la diabetis no es pot controlar mitjançant una gestió dietètica i exercici adequats i quan ja s'ha provat la metformina.
La National Kidney Foundation (Actualització de 2012) afirma que la gliclazida no requereix una titulació de dosificació fins i tot en la malaltia renal en fase final.

## Contraindicacions
- Diabetis tipus 1[10]
- Hipersensibilitat a les sulfonilurees[10]
- Insuficiència renal o hepàtica greu[10] (però relativament útil en insuficiència renal lleu, per exemple, etapa 3 de la CKD)
- Embaràs i lactància[10]

## Efectes adversos
Efectes adversos comuns superiors al 10%:
- Hipoglucèmia (11 - 12%) - si bé es va demostrar que tenia la mateixa eficàcia que la glimepirida, una de les sulfonilurees més noves, l'estudi europeu GUIDE ha demostrat que té aproximadament un 50% menys d'episodis confirmats d'hipoglucèmia en comparació amb la glimepirida.[12]

Efecte advers poc freqüent entre l'1 i el 10%:
- Hipertensió (incidència del 3-4%)

- Marejos (2% d'incidència)
- Hiperglucèmia (2% d'incidència)
- Infecció vírica (6-8% d'incidència)
- Mal d'esquena (incidència del 4-5%)

Efectes adversos rars (menys de l'1%):
- cystitis
- weight gain
- Vomiting

## Interaccions
L'acció hiperglucèmica pot ser causada per danazol, clorpromazina, glucocorticoides, progestàgens o agonistes β-2. La seva acció hipoglucèmica es pot potenciar per fenilbutazona, alcohol, fluconazol, β-bloquejadors i possiblement inhibidors de l'ACE. S'ha trobat que la rifampicina augmenta el metabolisme de la gliclazida en humans in vivo.

## Sobredosi
La sobredosi de gliclazida pot causar hipoglucèmia severa, que requereix una administració urgent de glucosa per IV i monitorització.

## Mecanisme d'acció
La gliclazida s'uneix selectivament als receptors de sulfonilurea (SUR-1) a la superfície de les cèl·lules beta pancreàtiques. Es va demostrar que proporciona protecció cardiovascular ja que no s'uneix als receptors de sulfonilurea (SUR-2A) al cor. Aquesta unió tanca eficaçment aquests canals iònics K +. Això disminueix l'eflux de potassi de la cèl·lula que condueix a la despolarització de la cèl·lula. Això fa que els canals iònics de Ca 2+ dependents de la tensió s'obrin augmentant l'afluència de Ca 2+. Aleshores, el calci es pot unir i activar la calmodulina, que al seu torn condueix a l'exocitosi de les vesícules d'insulina que condueix a l'alliberament d'insulina.
El model de ratolí de diabetis d'inici de maduresa dels joves (MODY) va suggerir que la reducció de l'eliminació de gliclazida està darrere del seu èxit terapèutic en pacients humans MODY, però Urbanova et al. va trobar que els pacients humans MODY responen de manera diferent i que no hi va haver una disminució constant de l'eliminació de gliclazida en pacients HNF1A-MODY i HNF4A-MODY seleccionats aleatòriament.
La seva classificació ha estat ambigua, ja que la literatura l'utilitza tant com a sulfonilurea de primera generació com de segona generació.

## Propietats
Segons el Sistema de Classificació Biofarmacèutica (BCS), la gliclazida entra dins del fàrmac BCS Classe II, que és poc soluble i altament permeable.
Solubilitat en aigua = 0,027 mg/L 
- Sulfonilurea hipoglucèmica, restaura el primer pic de secreció d'insulina, augmenta la sensibilitat a la insulina.[20]
- No hi ha metabòlits circulants actius.[11]

## Metabolisme
La gliclazida pateix un metabolisme extensiu a diversos metabòlits inactius en éssers humans, principalment metilhidroxigliclazida i carboxigliclazida. CYP2C9 està implicat en la formació d'hidroxigliclazida en microsomes hepàtics humans i en un panell de P450 humans recombinants in vitro. Però la farmacocinètica de la gliclazida MR es veu afectada principalment pel polimorfisme genètic CYP2C19 en lloc del polimorfisme genètic CYP2C9.